# Protapanteles immunis
Protapanteles immunis är en stekelart som först beskrevs av Alexander Henry Haliday 1834.  Protapanteles immunis ingår i släktet Protapanteles och familjen bracksteklar. Arten är reproducerande i Sverige. Inga underarter finns listade i Catalogue of Life.